# Ixodes dendrolagi
Ixodes dendrolagi este o specie de căpușe din genul Ixodes, familia Ixodidae, descrisă de Wilson în anul 1967.
Este endemică în Papua New Guinea. Conform Catalogue of Life specia Ixodes dendrolagi nu are subspecii cunoscute.